# Sportjahr 1997
Liste der Sportjahre

◄◄ | ◄ | 1993 | 1994 | 1995 | 1996 | Sportjahr 1997 | 1998 | 1999 | 2000 | 2001 | ► | ►►

Weitere Ereignisse

## American Football
- 26. Januar – Die Green Bay Packers gewinnen den Super Bowl XXXI in New Orleans, Louisiana, gegen die New England Patriots mit 35:21.
- 4. Oktober – Die Braunschweig Lions gewinnen den German Bowl XIX in Hamburg gegen die Cologne Crocodiles mit 26:23.

## Badminton
Höhepunkte des Badmintonjahres 1997 waren die Weltmeisterschaft und der Sudirman Cup.

### World Badminton Grand Prix
| Veranstaltung       | Herreneinzel           | Dameneinzel        | Herrendoppel                          | Damendoppel                   | Mixed                               |
| ------------------- | ---------------------- | ------------------ | ------------------------------------- | ----------------------------- | ----------------------------------- |
| Chinese Taipei Open | Peter Gade             | Camilla Martin     | Sigit Budiarto Candra Wijaya          | Park Soo-yun Yim Kyung-jin    | Sandiarto Finarsih                  |
| Japan Open          | Peter Rasmussen        | Mia Audina         | Rexy Mainaky Ricky Subagja            | Ge Fei Gu Jun                 | Liu Yong Ge Fei                     |
| Korea Open          | Thomas Stuer-Lauridsen | Ye Zhaoying        | Ha Tae-kwon Kang Kyung-jin            | Ge Fei Gu Jun                 | Liu Yong Ge Fei                     |
| India Open          | Heryanto Arbi          | Cindana Hartono    | Ade Lukas Ade Sutrisna                | Eti Tantra Cynthia Tuwankotta | Imam Tohari Emma Ermawati           |
| Swedish Open        | Ardy Wiranata          | Gong Zhichao       | Ha Tae-kwon Kang Kyung-jin            | Liu Lu Qiang Hong             | Michael Keck Erica van den Heuvel   |
| All England         | Dong Jiong             | Ye Zhaoying        | Ha Tae-kwon Kang Kyung-jin            | Ge Fei Gu Jun                 | Liu Yong Ge Fei                     |
| Swiss Open          | Dong Jiong             | Camilla Martin     | Lee Dong-soo Yoo Yong-sung            | Ge Fei Gu Jun                 | Liu Yong Ge Fei                     |
| Polish Open         | Tam Kai Chuen          | Yuli Marfuah       | Tony Gunawan Victo Wibowo             | Eti Tantra Cynthia Tuwankotta | Flandy Limpele Eti Tantra           |
| Malaysia Open       | Hermawan Susanto       | Susi Susanti       | Rexy Mainaky Ricky Subagja            | Ge Fei Gu Jun                 | Liu Yong Ge Fei                     |
| Indonesia Open      | Ardy Wiranata          | Susi Susanti       | Sigit Budiarto Candra Wijaya          | Eliza Nathanael Zelin Resiana | Tri Kusharyanto Minarti Timur       |
| Singapur Open       | Heryanto Arbi          | Mia Audina         | Sigit Budiarto Candra Wijaya          | Ge Fei Gu Jun                 | Bambang Suprianto Rosalina Riseu    |
| Russia Open         | Poul-Erik Høyer Larsen | Mette Pedersen     | Jon Holst-Christensen Michael Søgaard | Helene Kirkegaard Rikke Olsen | Jon Holst-Christensen Ann Jørgensen |
| US Open             | Poul-Erik Høyer Larsen | Camilla Martin     | Ha Tae-kwon Kim Dong-moon             | Qin Yiyuan Tang Yongshu       | Kim Dong-moon Ra Kyung-min          |
| German Open         | Peter Gade             | Camilla Martin     | Jens Eriksen Jesper Larsen            | Helene Kirkegaard Rikke Olsen | Jens Eriksen Marlene Thomsen        |
| Dutch Open          | Wong Choong Hann       | Judith Meulendijks | Jens Eriksen Jesper Larsen            | Pernille Harder Kelly Morgan  | Jonas Rasmussen Ann-Lou Jørgensen   |
| Denmark Open        | Dong Jiong             | Camilla Martin     | Jon Holst-Christensen Michael Søgaard | Ann Jørgensen Majken Vange    | Jens Eriksen Marlene Thomsen        |
| Hong Kong Open      | Peter Gade             | Gong Ruina         | Ha Tae-kwon Kim Dong-moon             | Chung Jae-hee Ra Kyung-min    | Kim Dong-moon Ra Kyung-min          |
| China Open          | Dong Jiong             | Gong Zhichao       | Ge Cheng Tao Xiaoqiang                | Ge Fei Gu Jun                 | Kim Dong-moon Ra Kyung-min          |
| Thailand Open       | Hendrawan              | Wang Chen          | Lee Dong-soo Yoo Yong-sung            | Qin Yiyuan Tang Yongshu       | Michael Søgaard Rikke Olsen         |
| Vietnam Open        | Chen Gang              | Susi Susanti       | Rexy Mainaky Ricky Subagja            | Eliza Nathanael Zelin Resiana | Bambang Suprianto Rosalina Riseu    |
| Grand Prix Finale   | Sun Jun                | Ye Zhaoying        | Sigit Budiarto Candra Wijaya          | Ge Fei Gu Jun                 | Liu Yong Ge Fei                     |

## Leichtathletik

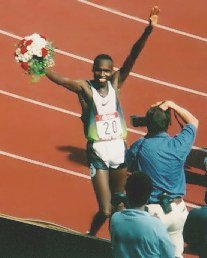
Wilson Kipketer gewinnt den 800-Meter-Lauf

- 8. Februar – Emma George, Australien, sprang im Stabhochsprung der Damen 4,50 Meter.
- 20. Februar – Emma George, Australien, sprang im Stabhochsprung der Damen 4,55 Meter.
- 3. März – Mihaela Melinte, Rumänien, erreichte im Hammerwurf der Damen 69,58 Meter.
- 8. April – Emma George, Australien, erreichte im Stabhochsprung der Damen 4,50 Meter.
- 13. April – Wilson Kipketer, Dänemark, lief die 800 Meter der Herren in 1:41,2 Minuten.
- 13. April – Haile Gebrselassie, Äthiopien, lief die 5000 Meter der Herren in 12:41,9 Minuten.
- 21. Mai – Dong Yanmei, China, lief die 5000 Meter der Damen in 14:31,3 Minuten.
- 23. Mai – Jiang Bo, China, lief die 5000 Meter der Damen in 14:28,1 Minuten.
- 3. Juni – Mihaela Melinte, Rumänien, erreichte im Hammerwurf der Damen 69,58 Meter.
- 11. Juni – Olga Kusenkowa, Russland, erreichte im Hammerwurf der Damen 70,78 Meter.
- 22. Juni – Olga Kusenkowa, Russland, erreichte im Hammerwurf der Damen 73,10 Meter.
- 4. Juli – Haile Gebrselassie, Äthiopien, lief die 10.000 Meter der Herren in 26:31,3 Minuten.
- 4. August – Haile Gebrselassie, Äthiopien, lief die 10.000 Meter der Herren in 26:31,3 Minuten.
- 13. August – Wilson Kipketer, Dänemark, lief die 800 Meter der Herren in 1:41,2 Minuten.
- 13. August – Haile Gebrselassie, Äthiopien, lief die 5000 Meter der Herren in 12:41,9 Minuten.
- 13. August – Wilson Boit Kipketer, Kenia, lief die 3000 Meter Hindernis der Herren in 7:59,1 Minuten.
- 20. August – Emma George, Australien, erreichte im Stabhochsprung der Damen 4,55 Meter.
- 22. August – Daniel Komen, Kenia, lief die 5000 Meter der Herren in 12:39,7 Minuten.
- 22. August – Paul Tergat, Kenia, lief die 10.000 Meter der Herren in 26:27,9 Minuten.
- 24. August – Wilson Kipketer, Dänemark, lief die 800 Meter der Herren in 1:41,1 Minuten.
- 24. August – Bernard Barmasai, Kenia, lief die 3000 Meter Hindernis der Herren in 7:55,7 Minuten.
- 23. September – Bernard Barnasai, Kenia, lief die 3000 Meter Hindernis der Herren in 7:55,6 Minuten.
- 23. Oktober – Jiang Bo, China, lief die 5000 Meter der Damen in 14:28,1 Minuten.

## Motorradsport

### Superbike-Weltmeisterschaft
- Der US-Amerikaner John Kocinski gewinnt auf Honda vor dem Briten Carl Fogarty (Ducati) und dem Neuseeländer Aaron Slight (Honda) die Fahrerwertung. Der 29-Jährige ist damit der erste Pilot der Geschichte, der WM-Titel sowohl in der Motorrad- als auch in der Superbike-WM gewinnen konnte. In der Konstrukteurswertung setzt sich Honda vor Ducati und Kawasaki durch.

Details: Superbike-Weltmeisterschaft 1997

### Supersport-Weltserie
- Der 32-jährige Italiener Paolo Casoli auf Ducati vor seinem Landsmann Vittoriano Guareschi (Yamaha) und dem Schweizer Yves Briguet (Suzuki) die Fahrerwertung. In der Konstrukteurswertung setzt sich Ducati gegen Yamaha und Suzuki durch.

Details: Supersport-Weltserie 1997

## Ski Nordisch
- 06. Januar – Der Slowene Primož Peterka gewinnt die Gesamtwertung der Vierschanzentournee 1996/97.
- 21. Februar bis 1. März – Die Nordischen Skiweltmeisterschaften 1997 finden in Trondheim statt.
- Der Finne Samppa Lajunen wird Gesamtweltcupsieger in der Nordischen Kombination.
- Der Norweger Bjørn Dæhlie und die Russin Jelena Välbe gewinnen den Gesamtweltcup im Skilanglauf.
- Primož Peterka wird als erster Slowene Gesamtweltcupsieger im Skispringen.

## Tischtennis
- 24. April bis zum 5. Mai – Tischtennisweltmeisterschaft 1997 in Manchester (England)

## Geboren

### Januar

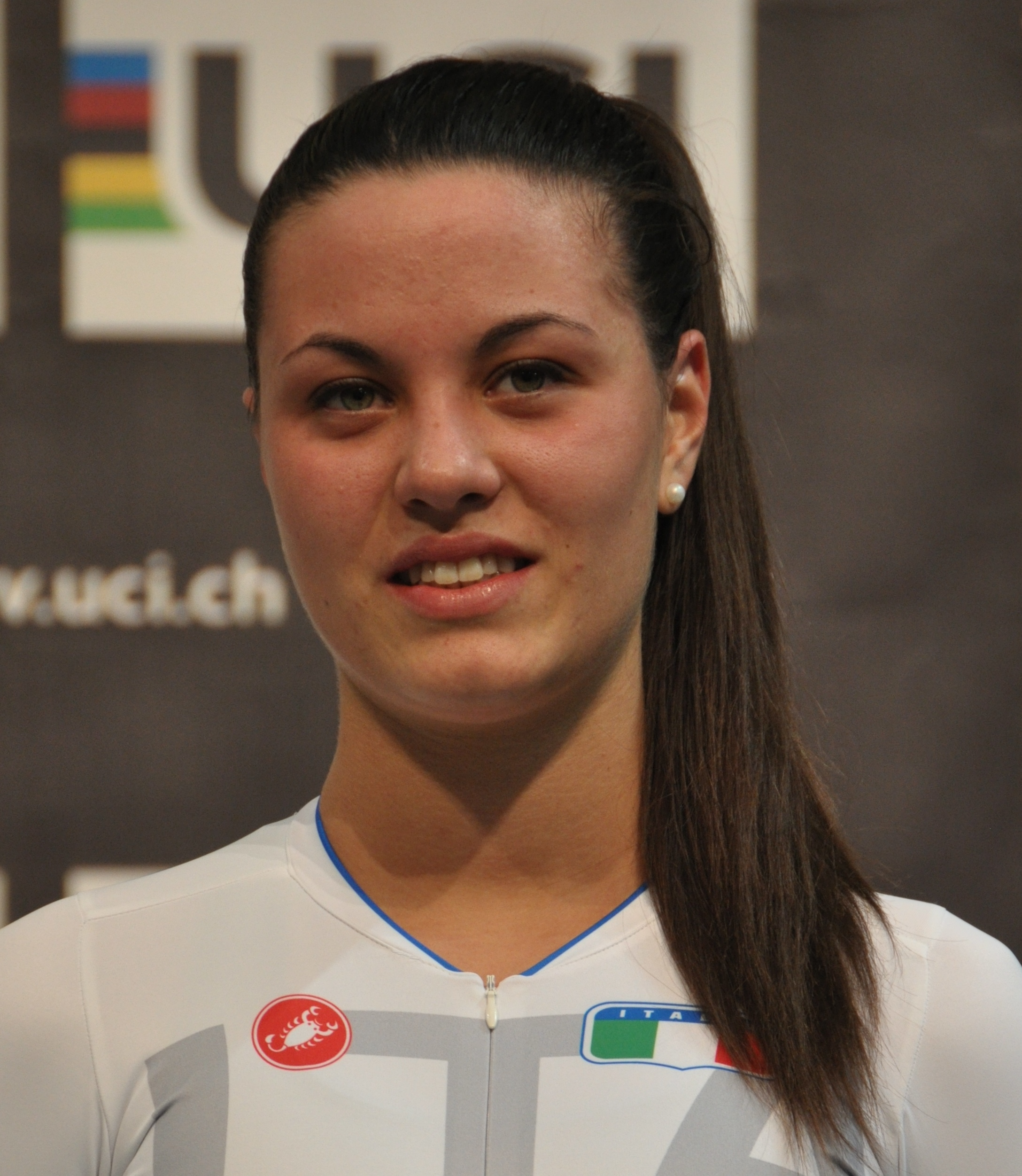
Rachele Barbieri

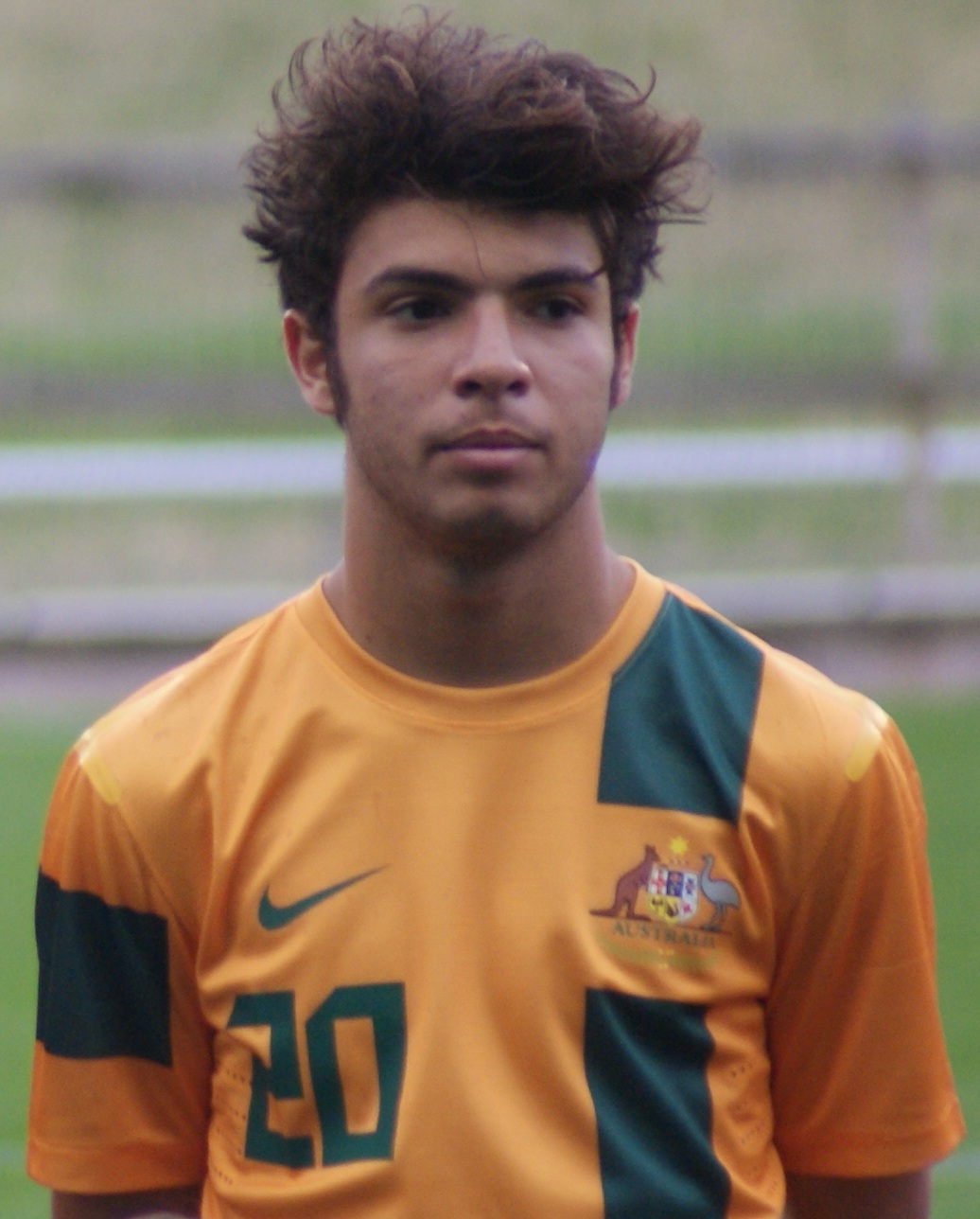
Daniel De Silva (2013)

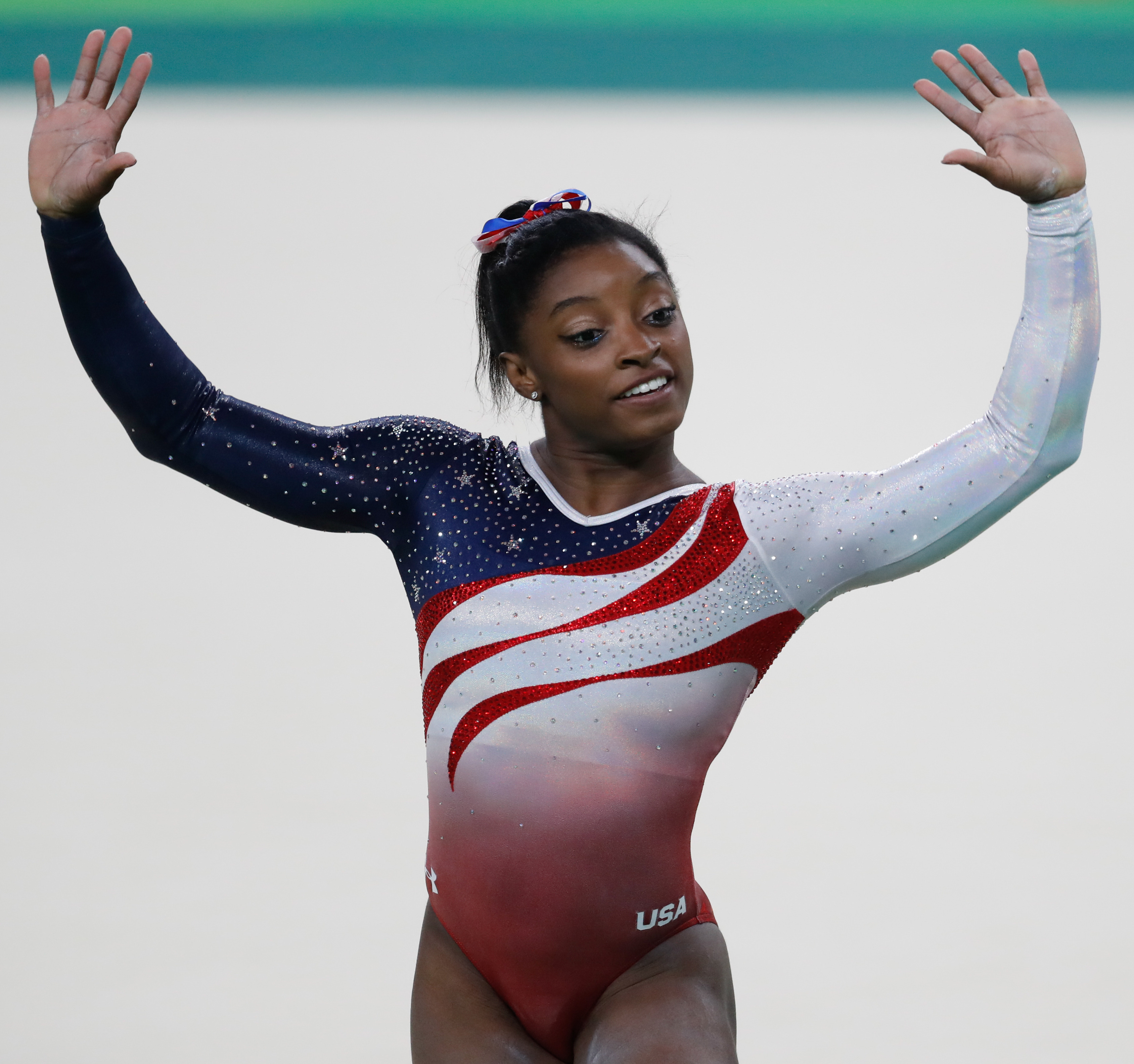
Simone Biles

- 01. Januar: Hassan Bouh Ibrahim, dschibutischer Leichtathlet
- 01. Januar: Mohamed Ismail Ibrahim, dschibutischer Leichtathlet
- 02. Januar: Arshad Nadeem, pakistanischer Leichtathlet
- 03. Januar: Anna Gasper, deutsche Fußballspielerin
- 04. Januar: Gino Mäder, Schweizer Radsportler († 2023)
- 04. Januar: Nils-Ole Paul, deutscher Säbelfechter
- 04. Januar: Pauline Schäfer-Betz, deutsche Geräteturnerin
- 05. Januar: Alexander Fuchs, deutscher Fußballspieler
- 05. Januar: Tshepo Tshite, südafrikanischer Leichtathlet
- 05. Januar: Jesús Vallejo, spanischer Fußballspieler
- 07. Januar: Lars Dietz, deutscher Fußballspieler
- 07. Januar: Lamar Jackson, US-amerikanischer American-Football-Spieler
- 07. Januar: Leandro Putaro, deutsch-italienischer Fußballspieler
- 07. Januar: Sophie Scheder, deutsche Kunstturnerin
- 07. Januar: Dylan Schmidt, neuseeländischer Trampolinturner
- 08. Januar: Felix Higl, deutscher Fußballspieler
- 09. Januar: Elwira Herman, belarussische Leichtathletin
- 11. Januar: Joahnys Argilagos, kubanischer Boxer
- 12. Januar: Joseph Paul Amoah, ghanaischer Leichtathlet
- 12. Januar: Hugo Jacobsson, schwedischer Skilangläufer
- 12. Januar: Nina Potočnik, slowenische Tennisspielerin
- 13. Januar: Egan Bernal, kolumbianischer Radrennfahrer
- 14. Januar: Francesco Bagnaia, italienischer Motorradrennfahrer
- 14. Januar: Christoph Greger, deutscher Fußballspieler
- 14. Januar: Cedric Teuchert, deutscher Fußballspieler
- 14. Januar: Joe Thomson, schottischer Fußballspieler
- 15. Januar: Lisa Karl, deutsche Fußballspielerin
- 18. Januar: Robin Becker, deutscher Fußballspieler
- 19. Januar: Marlene Bindig, deutsche Turnerin
- 22. Januar: Yu Sung-yin, taiwanischer Eishockeyspieler
- 23. Januar: Gudaf Tsegay, äthiopische Mittel- und Langstreckenläuferin
- 25. Januar: Noah Hanifin, US-amerikanischer Eishockeyspieler
- 29. Januar: Oliver Hoare, australischer Leichtathlet
- 30. Januar: Tom Mackintosh, neuseeländischer Ruderer

### Februar
- 01. Februar: Loliha Atalena, südsudanesische Leichtathletin
- 03. Februar: Sebastian Grønning, dänischer Fußballspieler
- 04. Februar: Nikolai Rehnen, deutscher Fußballtorhüter
- 05. Februar: Françoise Abanda, kanadische Tennisspielerin
- 05. Februar: Patrick Roberts, englischer Fußballspieler
- 07. Februar: Nicolò Barella, italienischer Fußballspieler
- 07. Februar: Jonas Hofmann, deutscher Fußballspieler
- 09. Februar: Saquon Barkley, US-amerikanischer American-Football-Spieler
- 10. Februar: Elias Huth, deutscher Fußballspieler
- 10. Februar: Isabella Wright, US-amerikanische Skirennläuferin
- 11. Februar: Patrick Kammerbauer, deutscher Fußballspieler
- 11. Februar: Dania Obratov, kroatisch-niederländische Rennrodlerin
- 12. Februar: Avdo Spahić, bosnischer Fußballtorhüter
- 12. Februar: Eric Valentin, deutscher Eishockeyspieler
- 13. Februar: Hachim Maaroufou, komorischer Leichtathlet
- 16. Februar: Thijmen Goppel, niederländischer Fußballspieler
- 16. Februar: Ana Paula, brasilianische Fußballspielerin
- 17. Februar: Zeki Çelik, türkischer Fußballspieler
- 18. Februar: Luca Marseiler, deutscher Fußballspieler
- 20. Februar: Marco Hiller, deutscher Fußballtorhüter
- 21. Februar: Rachele Barbieri, italienische Radsportlerin
- 21. Februar: Henrike Sahlmann, deutsche Fußballspielerin
- 21. Februar: Maximilian Wolfram, deutscher Fußballspieler
- 23. Februar: Laura Süßemilch, deutsche Radsportlerin
- 24. Februar: Aaron Chia, malaysischer Badmintonspieler
- 24. Februar: Aleksandar Mraović, österreichischer Boxer
- 25. Februar: Robert Kiprop Koech, kenianischer Leichtathlet
- 26. Februar: Malcom, brasilianischer Fußballspieler
- 26. Februar: Sophie Schubert, deutsche Volleyballspielerin
- 27. Februar: Dylan Sicobo, seychellischer Leichtathlet

### März
- 01. März: Klauss, brasilianischer Fußballspieler
- 02. März: Florian Heister, deutscher Fußballspieler
- 03. März: David Neres, brasilianischer Fußballspieler
- 04. März: Dominik Schad, deutscher Fußballspieler
- 06. März: Daniel De Silva, australischer Fußballspieler
- 10. März: Ana Carrasco, spanische Motorradrennfahrerin
- 10. März: Akeem Sirleaf, liberianischer Leichtathlet
- 12. März: Felipe Vizeu, brasilianischer Fußballspieler
- 13. März: Robin Ziegele, deutscher Fußballspieler
- 14. März: Simone Biles, US-amerikanische Turnerin
- 14. März: Christopher Carlson, US-amerikanischer Ruderer
- 14. März: Dawid Kownacki, polnischer Fußballspieler
- 15. März: Jonjoe Kenny, englischer Fußballspieler
- 17. März: Lilija Achaimowa, russische Kunstturnerin
- 19. März: Noemie Fox, australische Kanutin
- 19. März: Rūta Meilutytė, litauische Schwimmerin
- 20. März: Josephine Suhr, deutsche Volleyball- und Beachvolleyballspielerin
- 23. März: Lauren Bruce, neuseeländische Leichtathletin
- 23. März: Iago, brasilianischer Fußballspieler
- 24. März: Jenna Strauch, australische Schwimmerin
- 24. März: Yasser Triki, algerischer Leichtathlet
- 25. März: Jonas Carls, deutscher Fußballspieler
- 26. März: Marwa Bouzayani, tunesische Leichtathletin
- 26. März: Ferro, portugiesischer Fußballspieler
- 26. März: Wenyen Gabriel, südsudanesisch-US-amerikanischer Basketballspieler
- 26. März: Eduard Trippel, deutscher Judoka
- 27. März: Esther Okoronkwo, nigerianische Fußballspielerin
- 28. März: Marko Dabro, kroatischer Fußballspieler
- 28. März: Dominik Lanius, deutscher Fußballspieler
- 28. März: Braydon Manu, deutsch-ghanaischer Fußballspieler
- 29. März: José Alberti, uruguayischer Fußballspieler
- 29. März: Stefanos Douskos, griechischer Ruderer
- 30. März: Simon Lorenz, deutscher Fußballspieler
- 31. März: Scott Kennedy, kanadisch-deutscher Fußballspieler
- 31. März: Benedetta Wenzel, deutsche Hockeyspielerin

### April

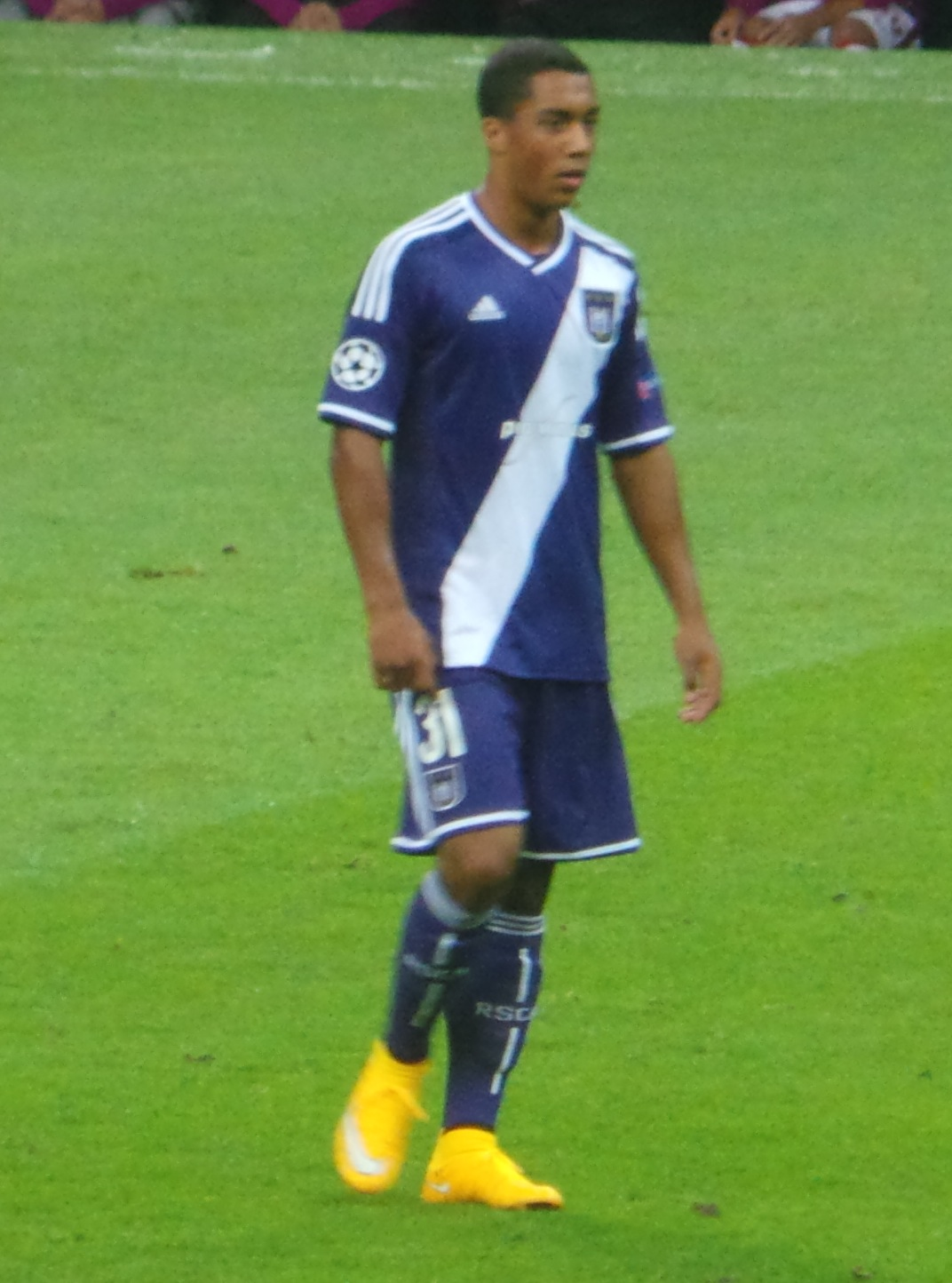
Youri Tielemans (2014)

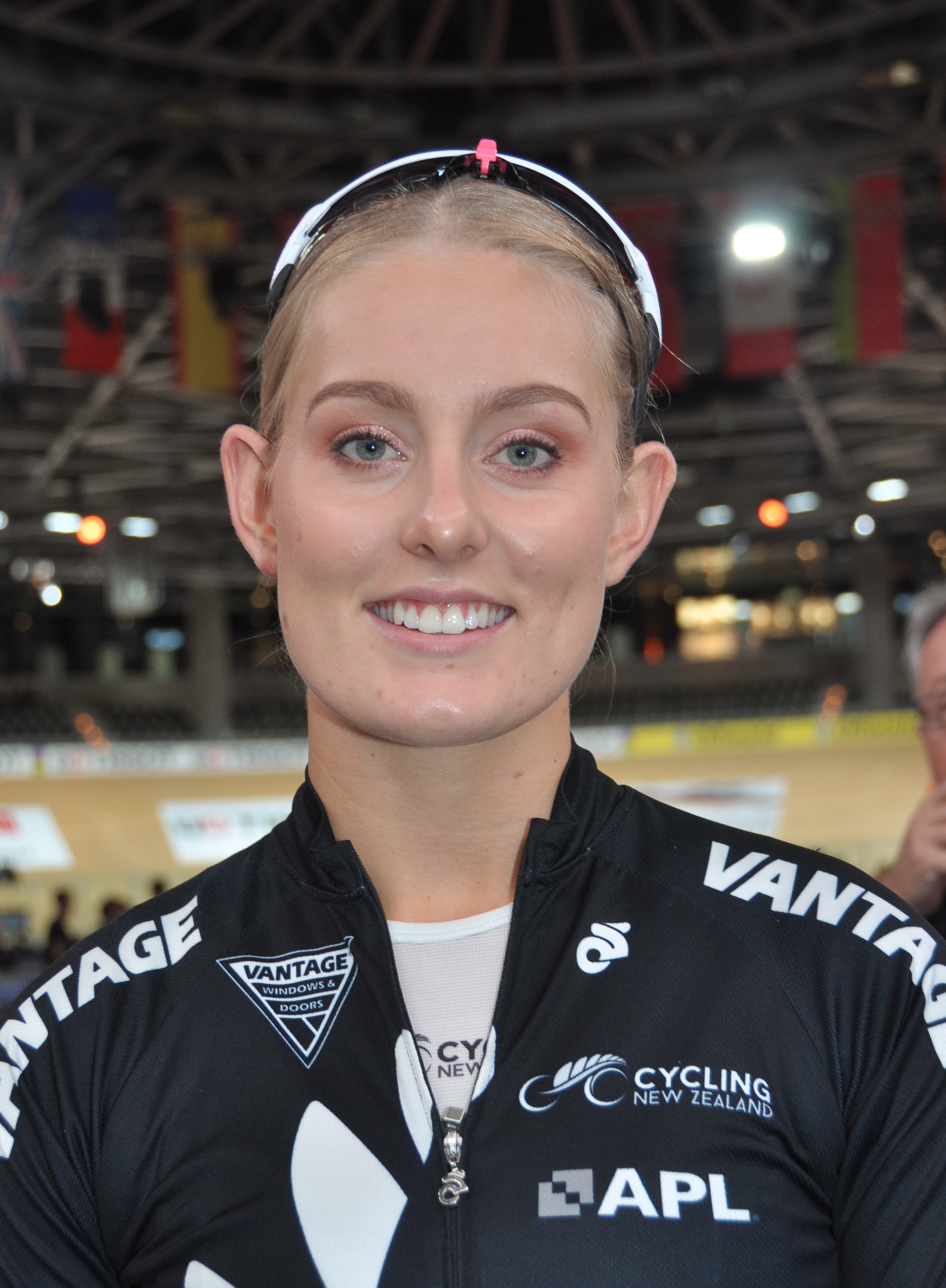
Olivia Podmore (2020)

- 01. April: Morten Behrens, deutscher Fußballtorwart
- 01. April: Michelle Tau, lesothische Taekwondoin
- 02. April: Mohamed Amin Jhinaoui, tunesischer Leichtathlet
- 02. April: Nadeschda Makrogusowa, russische Beachvolleyballspielerin
- 05. April: Nina Kennedy, australische Leichtathletin
- 05. April: Timo Königsmann, deutscher Fußballtorhüter
- 06. April: Daniel Elfadli, libysch-deutscher Fußballspieler
- 07. April: Oliver Burke, schottischer Fußballspieler
- 10. April: Jonas Arweiler, deutscher Fußballspieler
- 10. April: Nino, brasilianischer Fußballspieler
- 11. April: Bianca Brösamle, deutsche Fußballspielerin
- 13. April: Karim Jallow, deutscher Basketballspieler
- 15. April: Henrik Neubauer, schwedisch-österreichischer Eishockeyspieler
- 17. April: Dmitri Lankin, russischer Gerätturner
- 17. April: Arne Sicker, deutscher Fußballspieler
- 18. April: Paul Bernardoni, französischer Fußballtorhüter
- 18. April: Lukas Boeder, deutscher Fußballspieler
- 18. April: Yacine Hamza, algerischer Radrennfahrer
- 19. April: Bronwyn Cox, australische Ruderin
- 19. April: Thore Jacobsen, deutscher Fußballspieler
- 20. April: Lee Seung-won, südkoreanischer Fußballspieler
- 20. April: Alexander Zverev, deutscher Tennisspieler
- 23. April: Tobi Amusan, nigerianische Leichtathletin
- 23. April: Rene Sain, kroatische Volleyballspielerin
- 24. April: Anders Antonsen, dänischer Badmintonspieler
- 24. April: Lydia Ko, neuseeländische Golfspielerin
- 24. April: Weronika Kudermetowa, russische Tennisspielerin
- 25. April: Kurtis Marschall, australischer Leichtathlet
- 26. April: Pedro Martínez, spanischer Tennisspieler
- 26. April: Moritz Wagner, deutscher Basketballspieler
- 27. April: Nadia Guimendego, zentralafrikanische Judoka
- 28. April: Michelle Alozie, nigerianische Fußballspielerin
- 28. April: Grace Stewart, australische Hockeyspielerin
- 29. April: Sebastián Cal, uruguayischer Fußballspieler
- 30. April: Daniel Fernández Fernández, spanischer Fußballspieler

### Mai
- 02. Mai: Tuncay Kılıç, türkischer Fußballspieler
- 03. Mai: Lilian Kasait Rengeruk, kenianische Leichtathletin
- 04. Mai: Ham Yeong-jun, südkoreanischer Fußballspieler
- 05. Mai: Tim Danhof, deutscher Fußballspieler
- 07. Mai: Darja Kassatkina, russische Tennisspielerin
- 07. Mai: Youri Tielemans, belgischer Fußballspieler
- 08. Mai: James Preston, neuseeländischer Leichtathlet
- 10. Mai: Enes Ünal, türkischer Fußballspieler
- 11. Mai: Corinne Quiggle, US-amerikanische Beachvolleyballspielerin
- 12. Mai: Ismael Díaz, panamaischer Fußballspieler
- 13. Mai: Anniek Siebring, niederländische Volleyballspielerin
- 14. Mai: Felix Straub, deutscher Bobsportler und Leichtathlet
- 16. Mai: Maboundou Koné, ivorische Leichtathletin
- 19. Mai: Leon Jensen, deutscher Fußballspieler
- 20. Mai: Marlon Rodrigues Xavier, brasilianischer Fußballspieler
- 21. Mai: Federico Bonazzoli, italienischer Fußballspieler
- 23. Mai: Cassandre Beaugrand, französische Triathletin
- 24. Mai: Theodor Botă, rumänischer Fußballspieler
- 24. Mai: Olivia Podmore, neuseeländische Bahnradsportlerin († 2021)
- 28. Mai: Yassine Bouchama, deutsch-marokkanischer Fußballspieler
- 30. Mai: Peter Lenz, US-amerikanischer Motorradrennfahrer († 2010)
- 31. Mai: Max Besuschkow, deutscher Fußballspieler

### Juni
- 01. Juni: Anthony Barylla, deutscher Fußballspieler
- 01. Juni: Anuoluwapo Juwon Opeyori, nigerianischer Badmintonspieler
- 04. Juni: Alexander Nollenberger, deutscher Fußballspieler
- 05. Juni: Sam Darnold, US-amerikanischer American-Football-Spieler
- 06. Juni: Nicole Botter Gomez, italienische Shorttrackerin
- 07. Juni: Gabriel Messner, italienischer Snowboarder
- 08. Juni: Jeļena Ostapenko, lettische Tennisspielerin
- 11. Juni: Grace Chanda, sambische Fußballspielerin
- 11. Juni: Ayu Lateh, thailändischer Fußballspieler
- 13. Juni: Marina Goljadkina, russische Synchronschwimmerin
- 17. Juni: Matthias Bader, deutscher Fußballspieler
- 17. Juni: Julija Sršen, slowenische Skispringerin
- 18. Juni: Dominik Reimann, deutscher Fußballtorhüter
- 18. Juni: Alexander Weidinger, deutscher Fußballtorhüter
- 20. Juni: Jost Arens, deutscher Skateboardfahrer
- 20. Juni: Uchenna Kanu, nigerianische Fußballspielerin
- 22. Juni: Lorenzo Dalla Porta, italienischer Motorradrennfahrer
- 23. Juni: Malcolm Badu, deutscher Fußballspieler
- 24. Juni: Peter Kadiru, deutscher Boxer
- 26. Juni: Tatsuya Itō, japanischer Fußballspieler
- 26. Juni: Loh Kean Yew, singapurischer Badmintonspieler
- 27. Juni: Michael Nzuku, kenianischer Leichtathlet
- 28. Juni: Campbell Harrison, australischer Sportkletterer
- 28. Juni: Florian Kastenmeier, deutscher Fußballtorhüter
- 29. Juni: Rolando Mandragora, italienischer Fußballspieler
- 29. Juni: Yuli Verdugo, mexikanische Bahnradsportlerin

### Juli

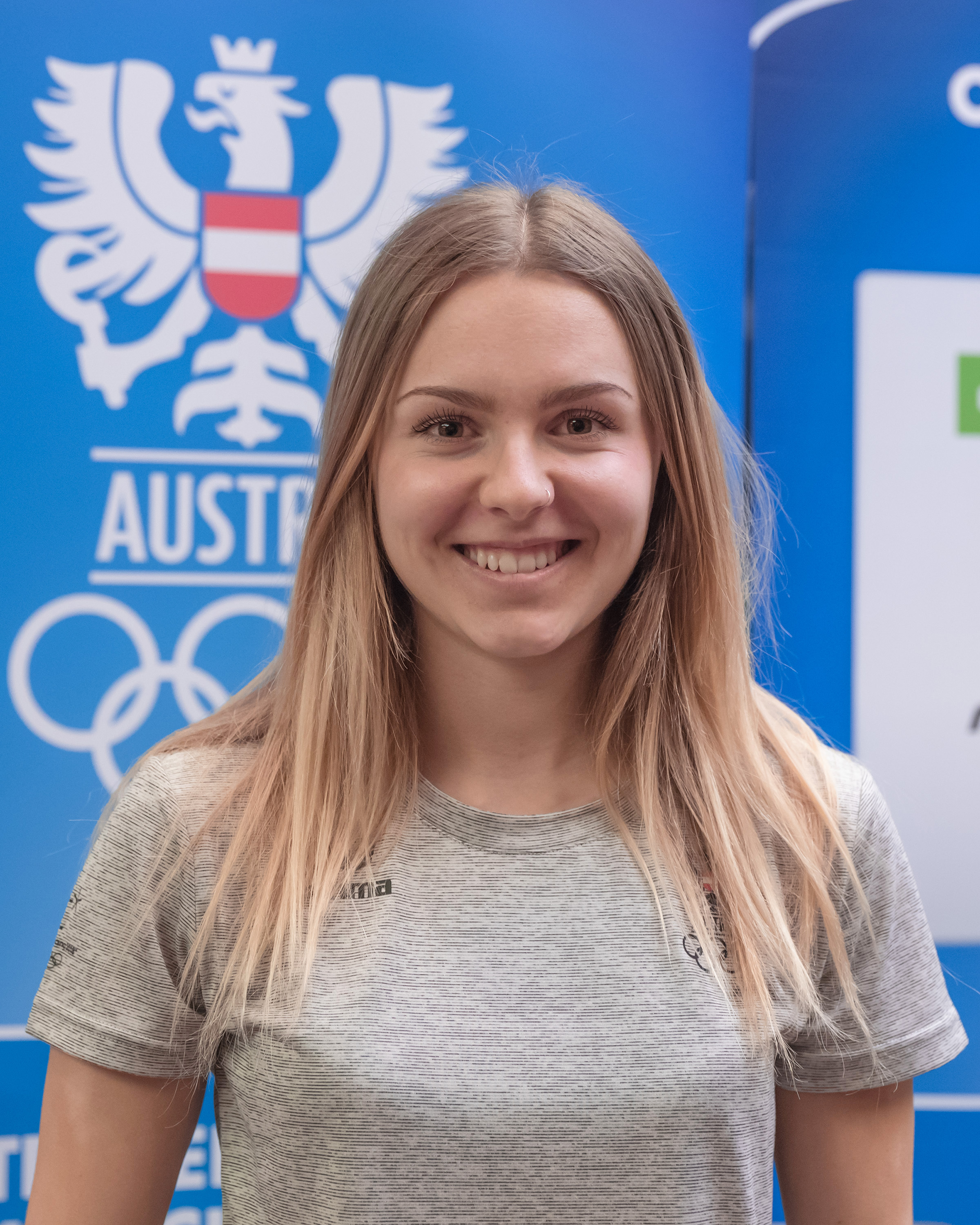
Chiara Hölzl

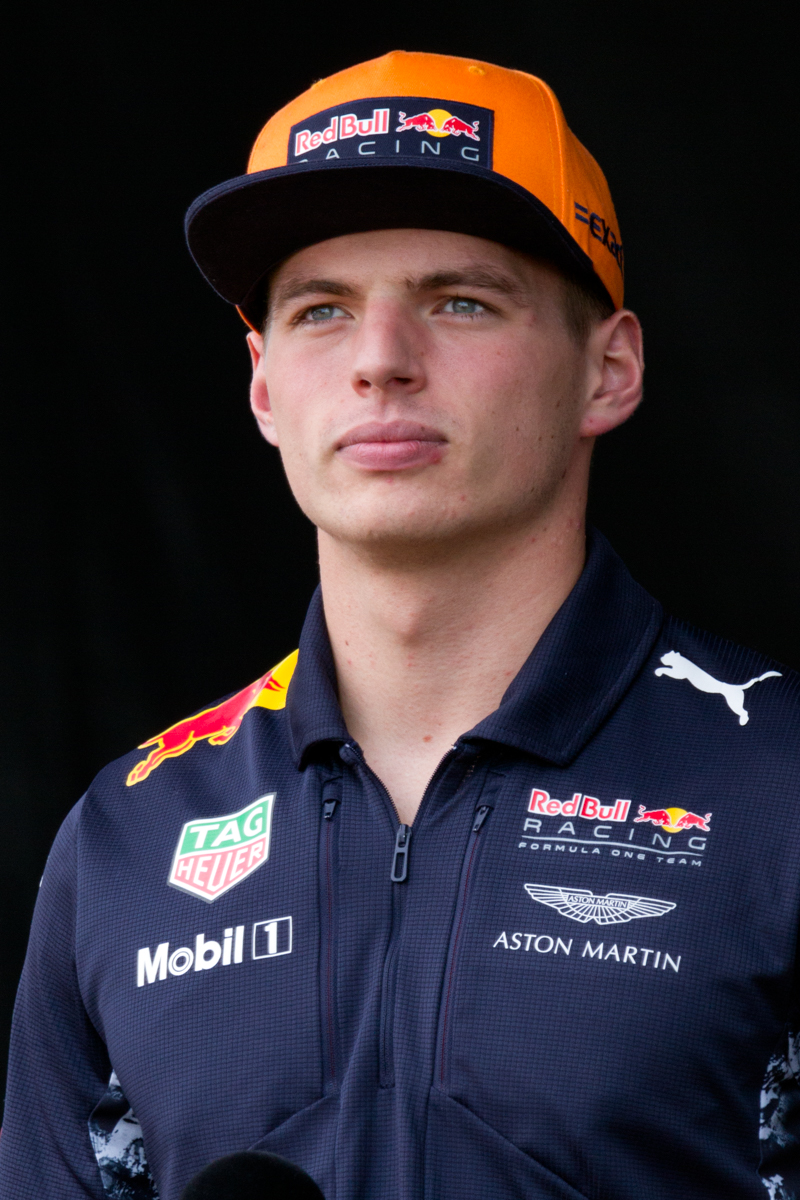
Max Verstappen

- 01. Juli: Mohammed El Hankouri, marokkanisch-niederländischer Fußballspieler
- 01. Juli: Mahir Emreli, aserbaidschanischer Fußballspieler
- 02. Juli: Wyclife Kinyamal, kenianischer Mittelstreckenläufer
- 02. Juli: Lachlan Sharp, australischer Hockeyspieler
- 03. Juli: Louis Heathcote, englischer Snookerspieler
- 03. Juli: Erik Wekesser, deutscher Fußballspieler
- 06. Juli: Franziska Harsch, deutsche Fußballspielerin
- 06. Juli: Anderson Lucoqui, deutsch-angolanischer Fußballspieler
- 07. Juli: Giorgi Sogoiani, georgischer Rennrodler
- 08. Juli: Phil Neumann, deutscher Fußballspieler
- 08. Juli: Temur Rahimow, tadschikischer Judoka
- 09. Juli: Habitam Alemu, äthiopische Mittelstreckenläuferin
- 09. Juli: Tatjana Smith, südafrikanische Schwimmerin
- 11. Juli: Agness Musase, sambische Fußballspielerin
- 12. Juli: Serhat-Semih Güler, deutscher Fußballspieler
- 12. Juli: Kieran Webster, schweizerisch-australischer Eishockeyspieler
- 15. Juli: Julieta Lara Estable, argentinische Tennisspielerin
- 16. Juli: Malena Ortiz, spanische Fußballspielerin
- 17. Juli: Kristjan Arh Česen, slowenischer Fußballspieler
- 17. Juli: Amadou Diawara, guineischer Fußballspieler
- 17. Juli: Sigurd Haugen, norwegischer Fußballspieler
- 18. Juli: Chiara Hölzl, österreichische Skispringerin
- 19. Juli: Daniel Iversen, dänischer Fußballtorhüter
- 21. Juli: Tim Häußler, deutscher Fußballspieler
- 21. Juli: Frank Ronstadt, deutscher Fußballspieler
- 22. Juli: Farès Ferjani, tunesischer Säbelfechter
- 22. Juli: Harry Garside, australischer Boxer
- 23. Juli: Irene Burillo Escorihuela, spanische Tennisspielerin
- 23. Juli: Matija Šarkić, montenegrinischer Fußballspieler († 2024)
- 29. Juli: Carlo Sickinger, deutscher Fußballspieler
- 30. Juli: Ana Abina, slowenische Handballspielerin
- 30. Juli: Avell Chitundu, sambische Fußballspielerin
- 30. Juli: Taylan Duman, deutsch-türkischer Fußballspieler

### August
- 01. August: Lara Heß, deutsche Fußballspielerin
- 01. August: Yomif Kejelcha, äthiopischer Mittel- und Langstreckenläufer
- 04. August: Zablon Ekhal Ekwam, kenianischer Sprinter
- 06. August: Elia Meschack, kongolesischer Fußballspieler
- 07. August: Kyler Murray, US-amerikanischer American-Football-Spieler
- 07. August: Roman Rischatowitsch Safiullin, russischer Tennisspieler
- 07. August: Jordan Torunarigha, nigerianisch-deutscher Fußballspieler
- 08. August: Asimenye Simwaka, malawische Leichtathletin
- 08. August: Marija Tolkatschowa, russische Rhythmische Sportgymnastin und Olympiasiegerin
- 09. August: Yara Kastelijn, niederländische Radrennfahrerin
- 09. August: Rikke Marie Madsen, dänische Fußballspielerin
- 09. August: Cristian Manea, rumänischer Fußballspieler
- 10. August: Luca Marini, italienischer Motorradrennfahrer
- 11. August: Guilherme Ramos, portugiesischer Fußballspieler
- 12. August: Margret Hassan, südsudanesische Sprinterin
- 18. August: Christoph Kobald, österreichischer Fußballspieler
- 19. August: Florian Wellbrock, deutscher Schwimmsportler
- 24. August: Heinz Mörschel, deutscher Fußballspieler
- 24. August: Sandro Plechaty, deutscher Fußballspieler
- 27. August: Alick Worworbu, vanuatuischer Fußballspieler
- 28. August: Nada Hafez, ägyptische Säbelfechterin
- 28. August: Eric Manizabayo, ruandischer Radrennfahrer
- 29. August: Constanze von Meyenn, deutsche Volleyballspielerin
- 29. August: Toshiki Mori, japanischer Fußballspieler

### September
- 01. September: Joan Mir, spanischer Motorradrennfahrer
- 01. September: Hayden Wilde, neuseeländischer Triathlet
- 05. September: Gino Fechner, deutscher Fußballspieler
- 07. September: Josh Knight, englischer Fußballspieler
- 08. September: Ivan Franjić, deutscher Fußballspieler
- 08. September: Tim Peter, deutscher Volleyballspieler
- 09. September: Yahia Omar, ägyptischer Handballspieler
- 10. September: Louisa Krams, deutsche Volleyballspielerin
- 11. September: Zoe Hobbs, neuseeländische Leichtathletin
- 13. September: Törles Knöll, deutscher Fußballspieler
- 17. September: Emma Hinze, deutsche Bahnradsportlerin
- 19. September: Moesha Johnson, australische Schwimmerin
- 22. September: Mary Wilombe, sambische Fußballspielerin
- 23. September: Natalya Diehm, australische BMX-Freestyle-Fahrerin
- 23. September: Augusto Fernández, spanischer Motorradrennfahrer
- 24. September: Tatsuki Suzuki, japanischer Motorradrennfahrer
- 29. September: Leonie Klinke, deutsche Volleyball- und Beachvolleyballspielerin
- 30. September: Nouran Gohar, ägyptische Squashspielerin
- 30. September: Cheswill Johnson, südafrikanischer Leichtathlet
- 30. September: Jana Kudrjawzewa, russische rhythmische Sportgymnastin
- 30. September: Max Verstappen, niederländisch-belgischer Automobilrennfahrer

### Oktober

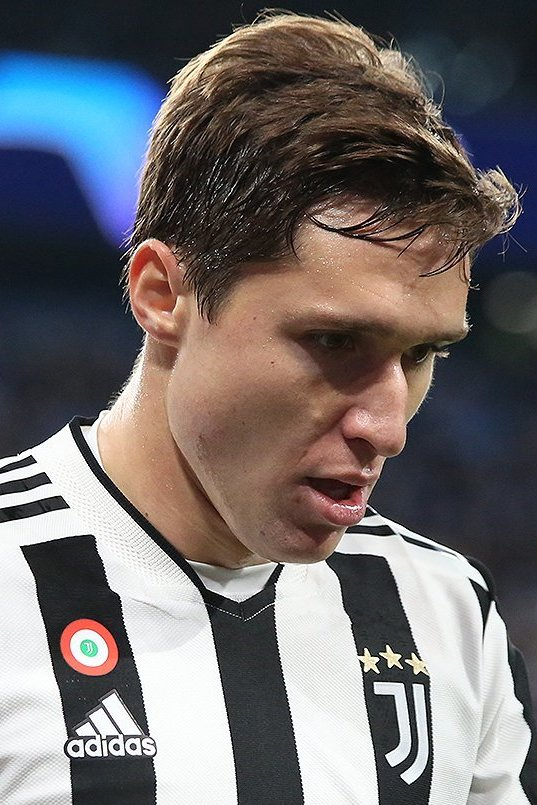
Federico Chiesa

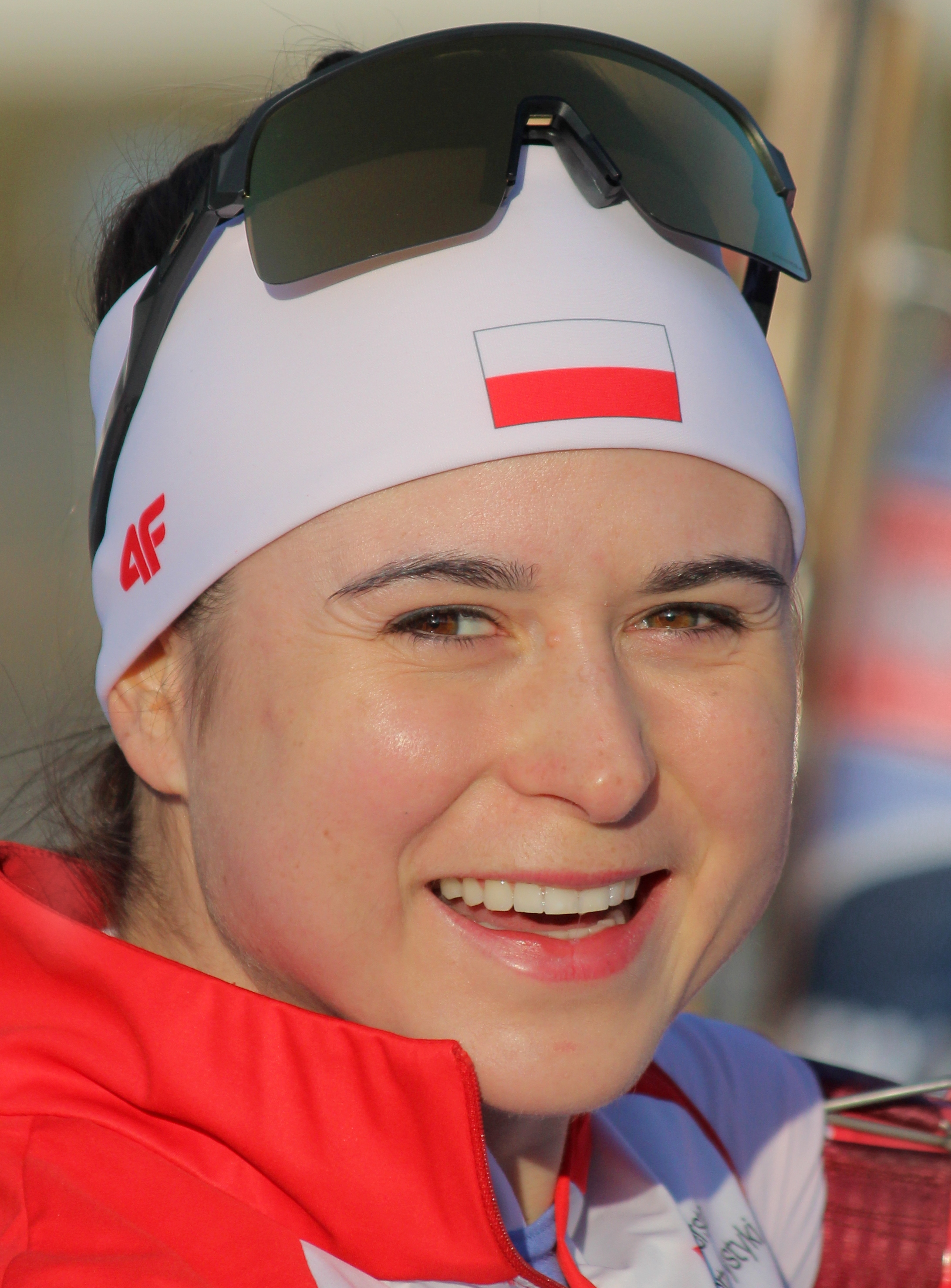
Kamila Żuk

- 01. Oktober: Maximilian Kappler, deutscher Motorradrennfahrer
- 01. Oktober: Mattia Vitale, italienischer Fußballspieler
- 02. Oktober: Joshua Filler, deutscher Poolbillardspieler
- 03. Oktober: Jo-Ane van Dyk, südafrikanische Leichtathletin
- 04. Oktober: Nur Aisyah Mohamad Zubir, malaysische Radrennfahrerin
- 04. Oktober: Sebastian Vasiliadis, griechisch-deutscher Fußballspieler
- 06. Oktober: Abdul-Rasheed Saminu, ghanaischer Leichtathlet
- 08. Oktober: Dejan Ljubičić, österreichischer Fußballspieler
- 08. Oktober: Honoya Shōji, japanischer Fußballspieler
- 08. Oktober: Ruth Usoro, nigerianische Leichtathletin
- 09. Oktober: Esther Chebet, ugandische Leichtathletin
- 10. Oktober: Isatou Jallow, gambische Fußballspielerin
- 10. Oktober: Danish Uwais, singapurischer Fußballspieler
- 11. Oktober: Binta Colley, gambische Fußballspielerin
- 11. Oktober: Emmanuel Iyoha, deutscher Fußballspieler
- 12. Oktober: Megertu Alemu, äthiopische Leichtathletin
- 13. Oktober: Lukas Kälble, deutscher Eishockeyspieler
- 13. Oktober: Wiseman Mukhobe, kenianischer Hürdenläufer
- 14. Oktober: Jip Janssen, niederländischer Hockeyspieler
- 15. Oktober: Esraa Owis, ägyptische Leichtathletin
- 16. Oktober: Naomi Ōsaka, japanische Tennisspielerin
- 17. Oktober: Amine Bouanani, algerischer Leichtathlet
- 20. Oktober: Teagan Micah, australische Fußballspielerin
- 20. Oktober: Andrei Rubljow, russischer Tennisspieler
- 21. Oktober: Egide Ntakarutimana, burundischer Leichtathlet
- 22. Oktober: Joe Rodon, walisischer Fußballspieler
- 23. Oktober: Nick Bosa, US-amerikanischer American-Football-Spieler
- 24. Oktober: Cristo, spanischer Fußballspieler
- 25. Oktober: Federico Chiesa, italienischer Fußballspieler
- 25. Oktober: Silvan Hefti, Schweizer Fußballspieler
- 26. Oktober: Paulina Paszek, deutsche Kanutin
- 27. Oktober: Vincent Leygonie, südafrikanischer BMX-Freestyle-Fahrer
- 28. Oktober: Chika Amalaha, nigerianische Gewichtheberin
- 31. Oktober: Siobhan Bernadette Haughey, chinesische Schwimmerin, die für Hongkong antritt

### November
- 03. November: Ria Thompson, australische Ruderin
- 04. November: Bryony Botha, neuseeländische Radsportlerin
- 05. November: Johannes Golla, deutscher Handballspieler
- 05. November: Maxime Lajoie, kanadischer Eishockeyspieler
- 07. November: Louise Cronstedt, schwedische Handballspielerin
- 07. November: Christian Rubio Sivodedov, schwedischer Fußballspieler
- 10. November: Marios Georgiou, zyprischer Geräteturner
- 11. November: Anton Donkor, deutsch-ghanaischer Fußballspieler
- 13. November: Benjamin Aubert, französischer Squashspieler
- 14. November: Mazoon al-Alawi, omanische Leichtathletin
- 14. November: Miranda Coetzee, südafrikanische Leichtathletin
- 15. November: Luis Haquín, bolivianischer Fußballspieler
- 15. November: Wiktor Zyhankow, ukrainischer Fußballspieler
- 17. November: Katharine Ogden, US-amerikanische Skilangläuferin
- 17. November: Maximilian Pronitschew, russisch-deutscher Fußballspieler
- 18. November: Ovie Ejaria, englischer Fußballspieler
- 18. November: Ramil Hadschyew, ukrainischer Boxer
- 18. November: Kamila Żuk, polnische Biathletin
- 20. November: Nguyễn Thùy Linh, vietnamesische Badmintonspielerin
- 24. November: Marco Richter, deutscher Fußballspieler
- 26. November: Robeilys Peinado, venezolanische Stabhochspringerin
- 27. November: Harold Moukoudi, französisch-kamerunischer Fußballspieler
- 29. November: Fabian Reese, deutscher Fußballspieler
- 30. November: Joel Grodowski, deutscher Fußballspieler
- 30. November: Magali Kempen, belgische Tennisspielerin
- 30. November: Moses Pölking, deutscher Basketballspieler

### Dezember
- 01. Dezember: Ismaël Bennacer, algerisch-französischer Fußballspieler
- 01. Dezember: Amalie Sæten, norwegische Leichtathletin
- 03. Dezember: Michael Norman, US-amerikanischer Sprinter
- 04. Dezember: Jonas Gertges, deutscher Handballspieler
- 04. Dezember: Maxime Lopez, französischer Fußballspieler
- 09. Dezember: Jun Okano, japanischer Fußballspieler
- 10. Dezember: Phillip Kinono, Schwimmer von den Marshallinseln
- 10. Dezember: Till Schumacher, deutscher Fußballspieler
- 16. Dezember: Ahmed Jaziri, tunesischer Leichtathlet
- 16. Dezember: Kristen Nuss, US-amerikanische Beachvolleyballspielerin
- 16. Dezember: Marcos Ramírez, spanischer Motorradrennfahrer
- 17. Dezember: Mercyline Chelangat, ugandische Leichtathletin
- 19. Dezember: Sam Williamson, australischer Schwimmer
- 22. Dezember: Marwa Abdelhady Magdy, ägyptische Volleyball- und Beachvolleyballspielerin
- 23. Dezember: Carlik Jones, US-amerikanisch-südsudanesischer Basketballspieler
- 23. Dezember: Luka Jović, serbischer Fußballspieler
- 23. Dezember: Luana Rodefeld, deutsche Basketballspielerin
- 24. Dezember: Francesca Franchi, italienische Skilangläuferin
- 24. Dezember: Kevin Schumacher, deutscher Fußballspieler
- 26. Dezember: Tamara Zidanšek, slowenische Tennisspielerin
- 27. Dezember: Jack Robinson, australischer Surfer
- 30. Dezember: Enea Bastianini, italienischer Motorradrennfahrer
- 30. Dezember: Lina Hausicke, deutsche Fußballspielerin
- 31. Dezember: Rohan Browning, australischer Leichtathlet

### Genaues Datum unbekannt
- Alena Holst, deutsche Unihockeyspielerin

## Gestorben

### Januar
- 13. Januar: Ernest Bayer, US-amerikanischer Ruderer (* 1904)
- 13. Januar: Johannes Coleman, südafrikanischer Leichtathlet (* 1910)
- 14. Januar: John Lettengarver, US-amerikanischer Eiskunstläufer (* 1929)
- 16. Januar: Ödön Gróf, ungarischer Schwimmer (* 1915)
- 18. Januar: Jean Gravelle, kanadischer Eishockeyspieler (* 1927)
- 23. Januar: Alois Hudec, tschechoslowakischer Turner (* 1908)
- 26. Januar: Laurence Stoddard, US-amerikanischer Ruderer (* 1903)
- 29. Januar: Antal Benda, ungarischer Handballspieler (* 1910)

### Februar
- 03. Februar: Mario Zucchini, italienischer Eishockeyspieler (* 1910)
- 06. Februar: Roger Laurent, belgischer Motorrad- und Automobilrennfahrer (* 1913)
- 09. Februar: Taylor Drysdale, US-amerikanischer Schwimmer (* 1914)
- 09. Februar: Leni Junker, deutsche Leichtathletin (* 1905)
- 15. Februar: Arne Berg, schwedischer Radrennfahrer (* 1909)

### März
- 02. März: Grete Heublein, deutsche Leichtathletin (* 1908)
- 02. März: Daniel Joubert, südafrikanischer Leichtathlet (* 1909)
- 02. März: Walter Leinweber, deutscher Eishockeytorhüter (* 1907)
- 09. März: Bets ter Horst, niederländische Leichtathletin (* 1908)
- 10. März: Raymond Bass, US-amerikanischer Turner (* 1910)
- 12. März: Angelo Ferrario, italienischer Leichtathlet (* 1908)
- 14. März: Helma Notte, deutsche Leichtathletin (* 1911)
- 15. März: Hans Fräbel, deutscher Motorradrennfahrer (* 1924)
- 16. März: Fritz Nottbrock, deutscher Leichtathlet und Sportfunktionär (* 1910)
- 16. März: John White, US-amerikanischer Ruderer (* 1916)
- 20. März: Carlo Fassi, italienischer Eiskunstläufer und Eiskunstlauftrainer (* 1929)
- 20. März: Børge Saxil Nielsen, dänischer Radrennfahrer (* 1920)
- 21. März: Ella Maillart, Schweizer Sportlerin (* 1903)

### April
- 05. April: Paul de Bruyn, deutsch-US-amerikanischer Leichtathlet (* 1907)
- 13. April: Nishida Shūhei, japanischer Leichtathlet und Sportfunktionär (* 1910)
- 13. April: Voldemar Väli, estnischer Ringer (* 1903)
- 24. April: Bohumil Kosour, tschechoslowakischer Skisportler (* 1913)
- 24. April: Ines Vercesi, italienische Turnerin (* 1916)

### Mai
- 01. Mai: Friedl Däuber, deutscher Skirenn- und Skilangläufer (* 1911)
- 04. Mai: Rudolf Edinger, österreichischer Gewichtheber (* 1902)
- 05. Mai: Karl Lottes, deutscher Motorradrennfahrer (* 1912)
- 10. Mai: Jacinto Quincoces, spanischer Fußballspieler und -trainer (* 1905)
- 13. Mai: Zdeňka Veřmiřovská, tschechoslowakische Geräteturnerin (* 1913)
- 26. Mai: James Gordon, US-amerikanischer Leichtathlet (* 1908)
- 000Mai: Joe Haley, kanadischer Leichtathlet (* 1913)
- 000Mai: Erik Pausin, österreichischer Eiskunstläufer (* 1920)

### Juni
- 16. Juni: Inge Wersin-Lantschner, österreichische Skirennläuferin (* 1905)
- 17. Juni: Bernhard Jensen, dänischer Kanute (* 1912)
- 26. Juni: Don Hutson, US-amerikanischer American-Football-Spieler (* 1913)
- 30. Juni: Bill Bradley, britischer Radrennfahrer (* 1933)
- 000Juni: William Thoburn, kanadischer Ruderer (* 1906)

### Juli
- 12. Juli: Ernst Riedelbauch, deutscher Motorradrennfahrer (* 1922)
- 13. Juli: Jekaterina Kalintschuk, sowjetisch-russische Turnerin (* 1922)
- 13. Juli: Edi Rada, österreichischer Eiskunstläufer (* 1922)
- 13. Juli: Alf Tveten, norwegischer Segler (* 1912)
- 17. Juli: Bianco Bianchi, italienischer Radrennfahrer (* 1917)
- 18. Juli: Angelo Polledri, italienischer Ruderer (* 1904)
- 22. Juli: Fritz Scheller, deutscher Radrennfahrer (* 1914)
- 23. Juli: Nambu Chūhei, japanischer Leichtathlet, Leichtathletiktrainer und Sportfunktionär (* 1904)
- 24. Juli: Édward Gardère, französischer Fechter (* 1909)
- 31. Juli: Frans Schoubben, belgischer Radrennfahrer (* 1933)

### August
- 06. August: John Porter, kanadischer Eishockeyspieler und -trainer (* 1904)
- 09. August: Max Bloesch, Schweizer Feldhandballspieler (* 1908)
- 13. August: Harlow Rothert, US-amerikanischer Leichtathlet (* 1908)
- 19. August: René van Hove, niederländischer Radrennfahrer (* 1913)
- 22. August: Matti Sippala, finnischer Leichtathlet (* 1908)
- 29. August: Ernest Ziaja, polnischer Eishockeyspieler (* 1919)
- 31. August: Heinz Kaufmann, deutscher Ruderer (* 1913)

### September
- 03. September: Hans Niclaus, deutscher Basketballspieler (* 1914)
- 08. September: Mary Bedford, südafrikanische Schwimmerin (* 1907)
- 13. September: Agnete Olsen, dänische Schwimmerin (* 1909)
- 17. September: Karl Kainberger, österreichischer Torhüter (* 1913)
- 21. September: Lydia Eberhardt, deutsche Leichtathletin (* 1913)
- 21. September: Josef Paar, deutscher Ringer (* 1913)

### Oktober
- 04. Oktober: Helmut Cämmerer, deutscher Kanute (* 1911)
- 08. Oktober: Nando Barbieri, italienischer Automobilrennfahrer (* 1907)
- 08. Oktober: Robin Lee, US-amerikanischer Eiskunstläufer (* 1919)
- 13. Oktober: Kawamura Yasuo, japanischer Eisschnellläufer (* 1908)
- 15. Oktober: Walter Fritzsch, deutscher Fußballspieler und -trainer (* 1920)
- 15. Oktober: Käthe Sohnemann, deutsche Kunstturnerin (* 1913)
- 17. Oktober: László Szabados, ungarischer Schwimmer (* 1911)
- 18. Oktober: Étienne Laisné, französischer Geher (* 1905)
- 22. Oktober: Charles McCallister, US-amerikanischer Wasserballspieler (* 1903)
- 31. Oktober: George Roth, US-amerikanischer Turner (* 1911)

### November
- 01. November: Karl Rührschneck, deutscher Motorradrennfahrer (* 1911)
- 09. November: Cecil Elaine Eustace Smith, kanadische Eiskunstläuferin (* 1908)
- 13. November: James Couttet, französischer Skisportler und Skisporttrainer (* 1921)
- 14. November: Knud E. Andersen, dänischer Radrennfahrer (* 1922)
- 16. November: José Behra, französischer Automobilrennfahrer (* 1924)
- 18. November: Fredrik Horn, norwegischer Fußballspieler (* 1916)
- 28. November: Tom Evenson, britischer Leichtathlet (* 1910)
- 29. November: Ernest Johnson, britischer Radrennfahrer (* 1912)
- 29. November: Heikki Savolainen, finnischer Kunstturner (* 1907)
- 30. November: Shamo Quaye, ghanaischer Fußballspieler (* 1971)
- 000November: Willy Grundbacher, Schweizer Moderner Fünfkämpfer und Dressurreiter (* 1907)

### Dezember
- 05. Dezember: Lutz Hoffmann, deutscher Turner (* 1959)
- 06. Dezember: Willy den Ouden, niederländische Schwimmerin (* 1918)
- 08. Dezember: Armando Valente, italienischer Leichtathlet (* 1903)
- 11. Dezember: Harold Wright, kanadischer Leichtathlet und Sportfunktionär (* 1908)
- 18. Dezember: Lennart Andersson, schwedischer Leichtathlet (* 1914)
- 20. Dezember: Fjodor Simaschow, russischer Skilangläufer und Olympiasieger (* 1945)
- 21. Dezember: Józef Stefański, polnischer Radrennfahrer (* 1908)

### Datum unbekannt
- Charlotte Machmer, österreichische Leichtathletin (* 1905)
- Jean Mercier, französischer Tischtennisfunktionär (* 1913)